# Cyclosa tamanaco
Cyclosa tamanaco là một loài nhện trong họ Araneidae.
Loài này thuộc chi Cyclosa. Cyclosa tamanaco được Herbert Walter Levi miêu tả năm 1999.